# الغريب (فلم)
الغريب هو فيلم مصري تم إنتاجه عام 1956، من إخراج فطين عبد الوهاب وكمال الشيخ وبطولة يحيى شاهين وماجدة وكمال الشناوي.
قصة الفيلم مقتبسة من رواية مرتفعات ويذرنغ للكاتبة الإنكليزية إيميلي برونتي.

## تمثيل
- يحيى شاهين
- ماجدة
- كمال الشناوي
- محسن سرحان
- حسين رياض
- زهرة العلا
- شكري سرحان

## روابط خارجية
- مقالات تستعمل روابط فنية بلا صلة مع ويكي بيانات